# ドミトリー・デベルカ
ドミトリー・デベルカ（Dmitry Debelka、1976年1月7日 - 2022年 2月24日?）は、ベラルーシのレスリング選手。2000年シドニーオリンピックレスリンググレコローマンスタイル130kg級の銅メダリストである。
シドニーでは、準決勝でロシアのアレクサンドル・カレリンに敗れたものの、3位決定戦を制し銅メダルを獲得した。

## 実績
- オリンピック
  - 2000年シドニーオリンピック　銅メダル